# Пеллеве, Никола де
Никола де Пеллеве (фр. Nicolas de Pellevé; 18 октября 1518, замок Жуи (Жуи-ан-Жозас) — 28 марта 1594, Париж) — французский церковный деятель, кардинал, архиепископ и герцог Реймсский, примас Бельгики (primat de Gaule-Belgique), пэр Франции, последовательный борец с протестантизмом.

## Биография
Происходил из старинной нормандской фамилии Пеллеве, или Плеве. Сын Шарля де Пеллеве, сеньора де Жуи, Ребец и прочее, и Элен дю Фе.
Изучал право в Бурже, затем несколько лет преподавал в Буржском университете. Благодаря протекции кардинала Лотарингского стал советником Парижского парламента и рекетмейстером, а также членом тайного совета короля Генриха II и аббатом Сен-Корней-де-Компьена. В 1552 году обменял этот бенефиций на должность епископа Амьенского; в 1553 году принес profession de foi.
В 1559 году был послан в Шотландию вместе с несколькими докторами Сорбонны, чтобы попытаться добром или силой вернуть пресвитериан в лоно церкви. Елизавета Английская направила военную помощь шотландским протестантам; в свою очередь, Пеллеве обратился за вооруженной поддержкой на родину, а затем был вынужден вернуться во Францию. Эти события происходили на фоне мирных переговоров, завершившихся в правление Франциска II подписанием англо-французского договора.
В 1560 году участвовал в Генеральных штатах в Орлеане, а в 1561 году в совещании в Пуасси.
Значительная часть духовенства его епархии приняла реформу, и Пеллеве подвергался с их стороны травле, поэтому в конце 1562 года отказался от Амьенской кафедры, получив взамен аббатство Сен-Жюльен-дез-Эшель в диоцезе Тура.
16 декабря 1562 году, во время отбытия на Тридентский собор вместе с кардиналом Лотарингским, был назначен архиепископом Сансским, и при этом до 18 мая 1564 года формально сохранял пост епископа Амьенского. На соборе, несмотря на полученные от правительства инструкции, высказался против свобод Галликанской церкви.
17 июня 1570 года был возведен папой Пием V в сан кардинала, но шапку получил только по прибытии в Рим через два года, из рук Григория XIII. Позднее назначен префектом конгрегации епископов и протектором Шотландии и Ирландии. В конклаве 1572 года, избравшем Григория XIII, не участвовал. 4 июля 1572 года получил титул кардинала Санти-Джованни-э-Паоло, 14 ноября 1584 года замененный на титул кардинала Санта-Прасседе.
Участвовал в конклаве 1585 года (избрание Сикста V), первом конклаве 1590 года (избрание Урбана VII), втором конклаве 1590 года (избрание Григория XIV), конклавах 1591 года (избрание Иннокентия IX) и 1592 года (избрание Климента VIII).
После двадцати лет усердной службы королям Карлу IX и Генриху III Никола де Пеллеве стал одним из духовных лидеров Католической лиги. В 1585 году восьмым из 25 кардиналов подписал буллу Сикста V, отлучавшую Генриха Наваррского и принца Конде от церкви, и объявлявшую об их отстранении от наследования французской короны.
Отлученные принцы, в соответствии с мнением парламента, заявили протест против злоупотребления положением со стороны «лживого самозваного папы Сикста». Этот протест был объявлен в Риме 6 ноября 1585 года.
С целью наказания чрезмерно активного прелата Генрих III в декабре 1586 года заблокировал поступление доходов с бенефициев кардинала во Франции, но из-за своей слабости и непоследовательности в конце 1587 года снял секвестр.
Необходимость оказывать финансовую поддержку Лиге и добиваться благосклонности часто менявшихся пап сильно подорвала благосостояние Пеллеве, вошедшего в число «бедных кардиналов».
После смерти кардинала де Гиза был назначен архиепископом Реймсским, но был посвящен в сан только 10 мая 1591 года, и до 1592 года оставался в Риме. Занял Реймсскую кафедру 4 октября 1592 года. В 1593 году стал аббатом-коммендатарием Нотр-Дам-де-Торонет во Фрежюсе. Обосновавшись в Реймсе, провел там ассамблею с участием Лотарингских принцев.

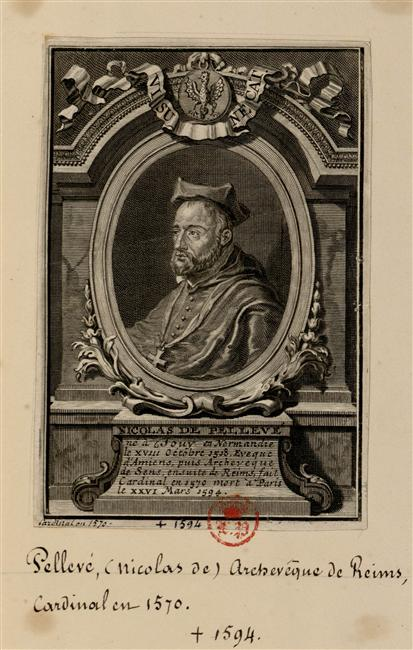
Никола де Пеллеве. Версаль, дворцы Версаль и Трианон

Принимал участие во всех закулисных интригах против Генриха IV. Прибыв из Реймса в Париж, Пеллеве стал главой совета Лиги и президентом духовенства на Генеральных штатах, собранных Лигой в столице. К моменту вступления Генриха IV в Париж 22 марта 1594 старый и больной кардинал был единственным из вождей Католической лиги, находившимся в городе. Дабы избежать инцидентов, король направил Сен-Люка в Сансский отель, где лежал Пеллеве, и тот выставил охрану из стрелков гвардии. Предосторожности оказались излишними, так как кардинал, узнав о том, что парижане открыли ворота Бурбону, испытал столь сильное потрясение, что умер через несколько дней.
Историки-современники отзывались о кардинале плохо; якобы, зайдя однажды на совещание политиков, или сторонников Генриха III, Пеллеве дал следующий совет: «Надо гнать самых жирных, вешать и топить средних, и миловать простой народ».